# Lycksele köping
Lycksele köping var en tidigare kommun i Västerbottens län.

## Administrativ historik
Den 6 juni 1884 inrättades två municipalsamhällen inom Lycksele landskommun, Lycksele municipalsamhälle och Lycksele marknadsplats municipalsamhälle. Den 29 februari 1924 upplöstes det ena av dessa, Lycksele marknadsplats, medan det andra, Lycksele municipalsamhälle, bröts ut ur kommunen för att bilda Lycksele köping den 1 januari 1929. Den 1 januari 1946 blev Lycksele stad och Lycksele köping ombildades härmed till Lycksele stad.
I kyrkligt hänseende hörde köpingen till Lycksele församling.

## Geografi
Lycksele köping omfattade 1 januari 1931 en areal av 2,15 km², varav 1,85 km² land. Köpingens areal ändrades inte under dess existens.

## Kommunvapen
Lycksele köping förde inte något vapen.

## Befolkningsutveckling
| Befolkningsutvecklingen i Lycksele köping 1930–1945 | Befolkningsutvecklingen i Lycksele köping 1930–1945 | Befolkningsutvecklingen i Lycksele köping 1930–1945 | Befolkningsutvecklingen i Lycksele köping 1930–1945 | Befolkningsutvecklingen i Lycksele köping 1930–1945 |
| --- | --------------------------------------------------- | --------------------------------------------------- | --------------------------------------------------- | --------------------------------------------------- |
| |                                                     |                                                     |                                                     |                                                     |
| År |                                                     |                                                     | Folkmängd                                           |                                                     |
| 1930 | 1930                                                |                                                     | 1 726                                               |                                                     |
| 1935 | 1935                                                |                                                     | 1 800                                               |                                                     |
| 1940 | 1940                                                |                                                     | 1 947                                               |                                                     |
| 1945 | 1945                                                |                                                     | 2 325                                               |                                                     |
| Anm: För åren 1930-1940: befolkning enligt folkräkning 31 december enligt den administrativa indelningen den 1 januari följande år. 1945 avser befolkningen den 31 december 1970 i det område som köpingen omfattade när den blev del av den nya Lycksele stad 1 januari 1946, och därmed ingår inte befolkningen i det område av Lycksele landskommun som samtidigt inkorporerades. |                                                     |                                                     |                                                     |                                                     |

## Politik

### Mandatfördelning i valen 1938-1942
| 8 | 5 | 6 |

| 16 | 3 |

| 10 | 4 | 5 |

| 16 | 3 |